# 洛磯山國家公園

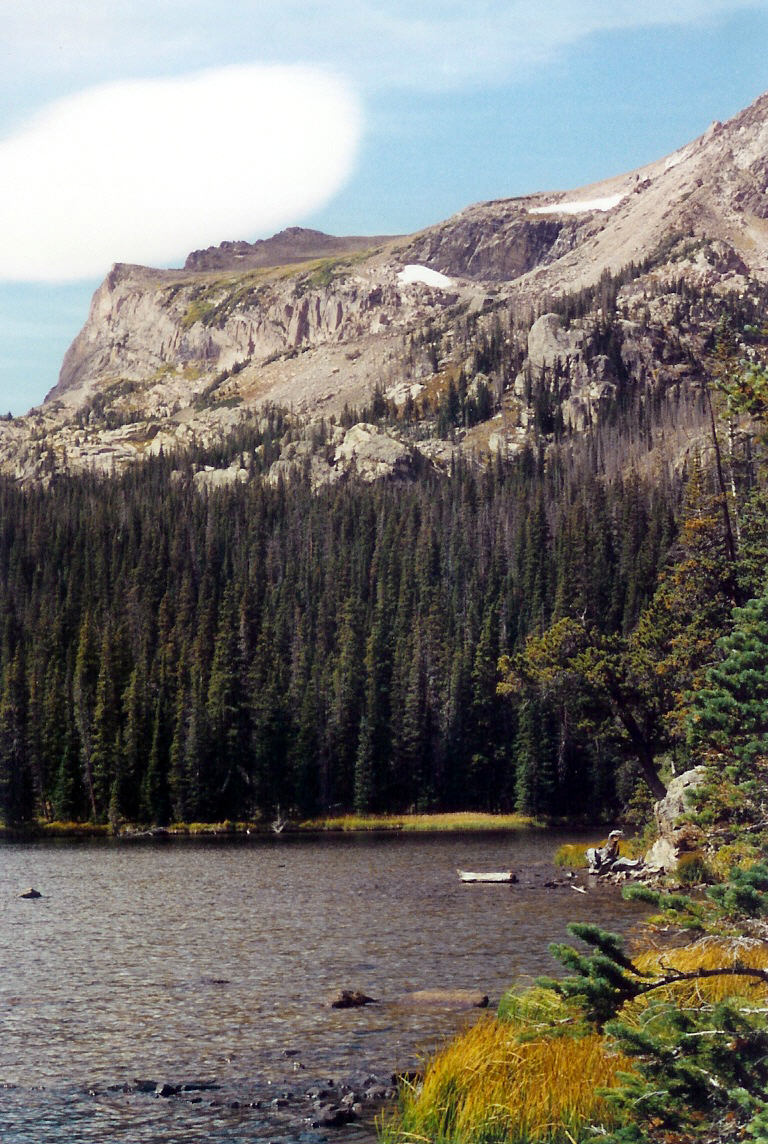
熊湖

洛磯山國家公園是美國的一個國家公園，位於科羅拉多州的中北部。落基山國家公園特色為壯麗的山脈風景、多樣的生物與多樣的氣候及天然環境（從森林到高山凍土層）。